# Futbol'nyj Klub Spartak Moskva (femminile)
Lo Ženskij Futbol'nyj Klub Spartak Moskva (in russo Женский футбольный клуб «Спартак» Москва?), più nota semplicemente come Spartak Moskva, fu una squadra di calcio femminile sovietica, poi russa, sezione di calcio femminile della società polisportiva Spartak Mosca con sede nella capitale Mosca.
Attiva in maniera discontinua, tra il 1992 e il 2006, anno della sua ultima presenza in campionato, partecipò a cinque edizioni della Vysšij Divizion, il massimo livello del campionato russo femminile di calcio, ottenendo come miglior risultato in campionato il secondo posto nell'edizione 2006, dietro il Rossijanka, e raggiungendo inoltre tre finali di Coppa di Russia, non vincendone alcuna.